# شاپرک‌های پیش‌فلزنشان
شاپرک‌های پیش‌فلزنشان  (نام علمی: Prochoreutis) یک سرده از شب‌پره‌ها از خانوادهٔ شاپرکان فلزنشان است.